# مائر، استافوردشر
مائر (به انگلیسی: Maer) یک روستا و محله مدنی در بریتانیا است که در Borough of Newcastle-under-Lyme واقع شده‌است. مائر ۴۸۹ نفر جمعیت دارد.